# Glósz Róbert
Glósz Róbert (Budapest, 1921. január 14. – 2010. november 2.) magyar alezredes, filmrendező.

## Életpályája
Szülei Glósz Károly és Fodor Márta. 1939-1940 között a Cserkésztiszti Iskola diákja volt. 1940-1949 között mozigépész, majd üzemvezető volt a pesterzsébeti mozikban.
1945-től az SZDP aktivistája volt. 1949-1950 között a Petőfi Sándor Honvédtiszti Akadémia tanulója volt. 1950-1952 között a Honvédelmi Minisztérium filmfőinstruktora volt. 1952-től 10 évig a Honvéd Filmintézet keretében forgatott rövid riportfilmeket és kisfilmeket. 1962-1963 között a Filmművészeti Főiskola Kulturális Akadémiáján tanult.
1962-1989 között a Honvéd Filmstúdióban illetve a Mafilm Katonai Stúdióban készített riport-, oktató- és dokumentumfilmeket. 
1989-ben nyugdíjba vonult.

## Filmjei
| - A katonadiplomácia története (1991) - Légiháború Magyarország felett 1944 (1991) - Hazánk, Magyarország (1989) - Negyven éve a lakosságért (1989) - Térképpel a kezünkben (1989) - A fegyverbarátságunk hét évtizede (1988) - Haza és honvédelem (1988) - Katonanők (1988) - Majdnem évszázad (1988) - Stromfeld Aurél (1988) - A felhők katonái I-V. (1987-1989) - A Magyar Néphadsereg története I-IV. (1987) - Fegyverbarátunk a szovjet hadsereg (1987) - Tűzszerészriadó (1987) - Vállvetve harcban és békében (1987) - A néphatalom védelmében (1986) - Az újjászületett hadsereg (1986) - Téli erőpróba (1986) - Védem, építem a hazámat (1986) - Emlékezzünk Oláh Istvánra (1985) - Magyarország felszabadítása 1944-45 I.-III. (1984-1985) - Meteor akció (1985) - Negyvenedik tavasz (1985) - Katona vagyok (1984) - Készen a haza védelmére (1984) - Ki akar háborút? (1984) - Oly korban élünk (1984) - Új hadsereg született (1984) - Üdvözlet Magyarországról (1984) - Vállvetve... (1984) - Duna '83; '84; '85 (1983-1985) - Katonák a Tisza mellett (1983) - Katonamesterség (1983) - Korszerű technika, korszerű felkészítés (1983) - Rádióelektronika-harc I-II. (1983) - Riasztási rendszerek (1983) - Zrínyi Miklós Katonai Akadémia (1983) - 200 nap a magyar történelemből (1983) - A bomba (1982) - A jövő tiszthelyettesei (1982) - A mi lapunk (1982) - A romváros ostroma (1982) - Atomáram (1982) - Barátság szálai (1982) - Csapás a levegőből (1982) - Dallamok szárnyán (1982) - Főiskola Szentendrén (1982) - Igaz szó... (1982) - Katonazenészeink Franciaországban (1982) - Magyar kísérletek a Szaljut-6 űrállomáson (1982) - Sport, erő, egészség (1982) - Szárnyak a katonasapkán (1982) - Új köntösben (1982) - Az égbolt őrei (1981) - Helységharc (1981) - Katonaspartakiád (1981) - Katonazene Debrecenből (1981) - Osztálytestvéreink, fegyverbarátaink (1981) - Pilótadal (1981) - Díszszemle '80 (1980) - Idegen gyerek (1980) - "Irány a világűr" (1980) - Űrbarátság (1980) - Árnyak Délkelet-Ázsia felett (1979) - Martalóc hadtestek (1979) - Pajzs '79 (1979) - A légvédelmi rakéták I-II. (1978) - A szabadság szigete (1978) - Dallal, tánccal Finnországban (1978) - Hajrá (1978) - Szervezett tömegsport az alegységeknél (1978) - Veszprém (1978) - A sportbalesetek megelőzése (1977) - A szabadság magyar vándorai (1977) - Az újjászülető Afrika (1977) - Egy tiszt a derékhadból (1977) - Egymásért... (1977) - Együtt (1977) - Gyújtófegyverek hatása elleni védelem (1977) - Katonasportolóinkkal a kubai spartakiádon (1977) - Katonavendégek Vietnámból (1977) - Közös erővel az ifjúság közlekedésre neveléséért (1977) - S(trategic) A(rm) L(imiting) T(alk) (1977) - Tovább a biztonság útján (1977) | - Az angolai nép győzelme (1976) - Az élelmiszerek és az ivóvíz védelme (1976) - Csak egy ugrás a föld (1976) - Édesanyák, katonafiúk (1976) - Egyéni szükségvédő eszközök készítése és használata (1976) - Ez is Amerika! (1976) - Fegyverkezik a NATO (1976) - Próbatétel (1976) - Riadó békében (1976) - Társadalmunk vezető ereje: a párt (1976) - A harmincadik tavasz (1975) - A lakosság riasztása és magatartási szabályok (1975) - "A párttal, a néppel egy az utunk..." (1975) - Az európai enyhülés ellenzői (1975) - Az utolsó lehetőség (1975) - Mi történt a NATO déli szárnyán? (1975) - Nem játékszer (1975) - Portugália (1975) - Vérzéscsillapítás (1975) - A polgári védelem helye és szerepe az ország védelmében (1974) - Budapestért, a békéért, a barátságért (1974) - Chile (1974) - Ciprus (1974) - Erőpróba (1974) - Felelőtlenség! (1974) - Híd a Zala folyón (1974) - Hűség a néphez, hűség a párthoz (1974) - S lettünk az új rend katonái (1974) - Süllyedő rendszerek (1974) - Vasúti szállítás (1974) - A katonai fenyegetés támaszpontjai (1973) - Békeoffenzíva (1973) - Egyenlő biztonság (1973) - Harcoló Afrika (1973) - Katonavasárnap (1973) - Két óra (1973) - Vértes '73 (1973) - Átkelés (1972) - Az arab világ vargabetűi (1972) - Ellenőrzött tengeri csendőrök (1972) - Győzhet-e Amerika Vietnámban? (1972) - Hivatása tiszthelyettes (1972) - Lányok, katonákról (1972) - Második lépcsőben (1972) - Személyes ügyünk: Európa sorsa (1972) - A NATO (1971) - A partizántábornok (1971) - Forró napok Chilében (1971) - Gerillatüzek Jordániában (1971) - Hátországból viharzóna (1971) - Kontinensünk békéje (1971) - Különleges státusú város (1971) - Opál '71 (1971) - Rakéták... Rakétások (1971) - Sopron '71 (1971) - Több dollárt, kevesebb vért (1971) - A budai ezred (1970) - A három háború (1970) - Díszszemle '70 (1970) - Harcban az árral (1970) - Helytállás (1970) - Katonarigmusok (1970) - Rakétások a sivatagban (1970) - Szépség, egészség, fegyelem (1970) - Új tavaszi seregszemle (1970) - Minden nap háború (1969) - Népünk igaz fiához méltóan (1969) - Thália katonái (1969) - Harckocsi akadályvezetés (1968) - Viszontlátásra (1968) - Vlata 66 (1966) - "Van jó fegyverünk" (1965) |

## Díjai
- a párizsi Arany Nap fesztivál díja (1973)
- a miskolci fesztiválon a zsűri különdíja (1989)